# Phạm Tuân
Phạm Tuân (Quốc Tuấn, 14 de febrero de 1947) piloto de guerra y cosmonauta vietnamita. Fue el primer asiático (sin contar a los de los territorios asiáticos de la URSS) en visitar el espacio exterior.

## Biografía
Nació en Quốc Tuấn, en la provincia de Thái Bình, en la entonces República Democrática de Vietnam —conocida como Vietnam del Norte—, el 14 de febrero de 1947. Se unió a la Fuerza Aérea Popular Vietnamita (VPAF) en 1965, en plena guerra de Vietnam. Más tarde fue comisionado como oficial de combate. Realizó misiones de intercepción en un avión de combate MiG-21 durante la guerra contra las aeronaves norteamericanas.
Recibió numerosas distinciones de alto rango por su servicio durante la Operación Linebacker II, incluyendo la Orden de Ho Chi Minh. También fue condecorado con la Orden de Lenin y con el título de Héroe de la Unión Soviética.
Alcanzó el rango de mayor general en la VPAF antes de su eventual formación para ser ingeniero de investigación en el programa espacial conjunto de Vietnam y la Unión Soviética.
El 1 de abril de 1979 fue seleccionado como miembro de la tripulación internacional para el sexto programa de Intercosmos. El cosmonauta de respaldo fue Bùi Thanh Liem.
Pham, junto con el cosmonauta soviético Víktor Gorbatkó, fue lanzado desde el cosmódromo de Baikonur el 23 de julio de 1980, a bordo del Soyuz 37. Estaban al servicio de la estación espacial Saliut 6.
Durante su tiempo en órbita, realizó experimentos sobre fusión de muestras de minerales en condiciones de microgravedad. También llevó a cabo experimentos con plantas de Azolla, así como fotografías desde la órbita a Vietnam con fines cartográficos.
Estuvo en el espacio 7 días, 20 horas y 42 minutos. Completó 142 órbitas, y fue devuelto a la Tierra el 31 de julio de 1980.
También participó en la misión Soyuz 36.

## Vida personal
Está casado y tiene dos hijos. Su estado actual es de teniente general retirado, director del Departamento General de Industria de Defensa del Ministerio de Defensa vietnamita, así como miembro no electo de la Asamblea Nacional vietnamita. Es también miembro del Partido Comunista de Vietnam.